# 福格特兰地区法尔肯施泰因
福格特兰地区法尔肯施泰因（德語：Falkenstein/Vogtl.），简称法尔肯施泰因（德語：Falkenstein，發音：[ˈfalkn̩ˌʃtaɪn] ⓘ），是德国萨克森州福格特兰县的城市，面积31.06平方千米，2023年12月31日人口为7,654人。